# 沙拉夫·拉希多夫
沙拉夫·拉希多维奇·拉希多夫（俄语：Шараф Рашидович Рашидов；1917年11月6日—1983年10月31日），乌兹别克族，苏联党和国家领导人，作家。曾任乌兹别克苏维埃社会主义共和国最高苏维埃主席团主席，乌共中央第一书记等职务。

## 生平
- 1917年10月24日（格里历：11月6日）出生于俄罗斯共和国撒马尔罕州吉扎克的一户贫农家庭。
- 1935年-1937年，吉扎克中等技术师范学校毕业，毕业后担任中学教师。
- 1937年-1941年。撒马尔罕《列宁之路报》编辑，副总编。1939年加入联共（布）。1941年，撒马尔罕州立大学语言学系毕业。
- 1941年-1943年，苏联红军服役，参加莫斯科保卫战，获少尉军衔。1942年在沃尔霍夫方面军作战受重伤，被授予两枚红星勋章。1943年，在负伤和长期治疗后出院返回乌兹别克家乡。
- 1943年-1944年，撒马尔罕《列宁之路报》总编。
- 1944年-1947年，乌共（布）撒马尔罕州委书记。
- 1947年-1949年，《红色乌兹别克报》编辑。
- 1949年-1950年，乌兹别克作家协会主席。
- 1950年-1959年，乌兹别克苏维埃社会主义共和国最高苏维埃主席团主席兼苏联最高苏维埃主席团副主席。
- 1959年3月-1983年10月，乌共中央第一书记。
- 1983年10月31日于乌兹别克苏维埃社会主义共和国卡拉卡尔帕克苏维埃社会主义自治共和国埃利卡拉逝世，享年65岁。葬于塔什干察合台公墓。

拉希多夫是苏共19-26大代表；第22届中央主席团候补委员，第23-26届中央政治局候补委员；第20-21届中央候补委员，第22-26届中央委员；第3-5，7-10届苏联最高苏维埃民族院代表，第6届苏联最高苏维埃联盟院代表；第2-9届乌兹别克苏维埃社会主义共和国最高苏维埃代表。

## 经济贡献
在拉希多夫任职期间，契卡洛夫塔什干航空生产协会成为世界五大航空企业之一。每年这里生产了60多架大型飞机。塔什干拖拉机厂生产了2万1千多台拖拉机，其中包括1万多台Tashselmash棉花收割机。1969年，在乌兹别克发现了Muruntau金矿，每年在开采100吨黄金。
在拉希多夫统治下，乌兹别克变成了一个工农业共和国，轻工业和食品工业较为发达，重工业产值增长了十倍。建造了最大的火力发电厂（塔什干发电厂，1971年；锡尔达亚发电厂，1975年；纳沃伊，安格伦州地区发电厂等等）和水力发电厂（查瓦克，1972年），开发了天然气（加兹利油田，1961年）和油田等。机械工程（电气，电子，仪器制造，航空等）的工业项目也在乌兹别克落地。

## 文化贡献
1966年塔什干大地震后，拉希多夫领导了灾后重建工作，在废墟上重新建立了塔什干，并建立了新的博物馆，公园，剧院和纪念碑。1970年是撒马尔罕建城2500周年，在撒马尔罕举行了大型庆典活动，建立了历史博物馆，并开放了歌剧和芭蕾舞剧院。1977年，塔什干成为中亚第一个开通地铁的城市。
1969年，在撒马尔罕举办了一场有关帖木儿时代艺术史的国际研讨会。1973年，是著名科学家比鲁尼诞辰1000周年纪念日，苏联拍摄了一部电影以纪念。
1967年-1970年，在拉希多夫的倡议下，4卷本乌兹别克语和俄语的《乌兹别克史》编纂发行。
在拉希多夫的领导下，乌兹别克学术研究机构的数量从1960年的64个增加到1980年代初的100个。其中考古研究所于1970年在古城撒马尔罕成立。1970年，每10000乌兹别克斯坦人口中就有192名学生。
1970年-1980年，在拉希多夫的支持下，乌兹别克拍摄了三大历史题材电影：根据阿迪尔·雅库波夫的小说改编的《乌鲁伯格的宝藏》，根据艾别克小说改编的10集电视剧《阿里希尔·纳沃伊》和根据卡米尔小说改编的17集电视剧《火热的道路》。第一次拍摄了关于乌兹别克斯坦境内出生的世界科学天才的大型历史影片《阿维森纳-天才的青年》，讲述天文学家，帖木儿帝国皇帝乌鲁伯格的故事。
1966年，在乌兹别克电影制片厂的基础上创建了一个卡通工作室。1968年，乌兹别克斯坦的第一部动画片《勇敢的麻雀》上映。在70年代中期，工作室更名“木偶和漫画协会”；拍摄的动画片有：Mavzur Makhmudov的“猎鹰与星的民谣”和Nazim Tulakhodzhaev的“沙漠之湖”，“纳斯尔丁”。
拉希多夫支持乌兹别克斯坦的年轻诗人和作家。在他的领导下，乌兹别克斯坦文化中出现了杰出的诗人，如埃金·瓦希多夫和阿卜杜拉·阿里波夫。
很多博物馆也在拉希多夫时代成立，比如阿夫沙纳的纳沃伊文学博物馆，圣艾尼故居博物馆，伊本·西那博物馆，塔什干列宁博物馆等。1980年，在拉希多夫的倡议下，庆祝了乌兹别克斯坦和塔吉克斯坦诗人奥里夫·古尔哈尼（Orif Gulkhani）诞辰100周年，古尔哈尼博物馆在撒马尔罕开幕。

## 拉希多夫与苏联外交
在1950年代至1970年代，拉希多夫被公认为世界舞台上的土著人民的代表，是现代穆斯林共和国的首脑，这使他得以在参加33次外交使团出访外国。
1957年，他陪同伏罗希洛夫访问印度尼西亚，缅甸，中国和越南。拉希多夫对缅甸，中国和越南的反对殖民主义的战斗表示同情。随后，他以苏联代表团团长的身份参加了在开罗举行的亚非人民团结会议，并会见了埃及领导人。
1962年5月，他率苏联代表团访问古巴，目的是在农业和灌溉领域进行合作。他与菲德尔·卡斯特罗相谈甚欢，并于1963年在塔什干接待了卡斯特罗的回访。
在阿富汗问题上，拉希多夫遵循苏共中央指示，支持阿富汗的四月革命，并参与对阿富汗人民民主党的谈判。苏联入侵阿富汗后，乌兹别克成为了苏联的桥头
堡，是苏军的通信与军事中心之一。塔什干积极参与了阿富汗民主共和国的建设，并在那里开设了领事馆，1982年，有5,000名阿富汗学生被派往乌兹别克斯坦塔什干学习。塔什干也是苏联对阿富汗的宣传中心。
拉希多夫于1983年4月26日在喀布尔举行的庆祝阿富汗革命五周年的仪式上发表讲话，谨慎地强调了阿富汗改革的“民族民主革命”性质，而非巴布拉克·卡尔迈勒所提倡的“共产主义”。

## 棉花弊案
由于莫斯科方面棉花需求量的逐年增长，乌兹别克政府扩大了棉花种植和灌溉面积，并宣称产量与生产效率提高。但现在来看，其中大部分数据是伪造的。乌兹别克方面以棉花生产的“大跃进”而骗取了中央大量的财政拨款，其中大部分均被贪污。直至安德罗波夫上台时东窗事发。拉希多夫也因此自杀。
拉希多夫去世后，被埋葬在塔什干的市中心，列宁博物馆对面的公园里。那里建设了他的纪念堂。
在拉希多夫东窗事发之后，苏共试图在乌兹别克重塑在过去二十多年中被削弱的党的权威。1984年夏天，由苏共中央委员会秘书长利加乔夫率领的中央委员会成员抵达塔什干，举行乌共十六大，并选举新任第一书记。在大会上，拉希多夫受到了严重批判，他被控对乌兹别克人民造成无法弥补的损害。他被指责在乌兹别克助长了贪污腐败，官僚主义和裙带关系的气氛。根据大会的决定，拉希多夫的遗骸被挖出，并在共和国的着名的文化和科学人物以及公共和政治人物被埋葬的查加塔公墓重新火化。
1986年的调查报告显示乌兹别克境内已经形成塌方式的腐败。因此苏共中央开始了大规模的整肃行动。中央从莫斯科派遣检察官进行审理，大量的涉案官员被逮捕或自杀。

## 评价
在苏联，他成为勃列日涅夫时代贪腐的代名词。拉希多夫东窗事发之后，苏共试图在乌兹别克重塑在过去二十多年中被削弱的党的权威。1986年的调查报告显示几乎所有的党和政府领导人都涉嫌贪腐及虚报产量。大规模的整肃开始了，中央从莫斯科派来检察官进行审理，大量的涉案官员被逮捕或自杀。由于勃列日涅夫的女婿丘尔巴诺夫涉及此案，人们可能永远也不会知道腐败程度已经有多高。在苏联的其他地区，乌兹别克已经成为贪腐的代名词，尽管这种行为在当时已经普遍存在。
1991年，乌兹别克斯坦独立。此后，拉希多夫被重新定义为民族英雄。他被看做一个强有力的领导人，可以巧妙的与莫斯科周旋，使得乌兹别克成为一个“独立王国”。

## 个人作品
前线诗集《我的愤怒》(1945)
中篇小说《克什米尔之歌》(1956)、《阿依基斯和阿里木江》(1967)
长篇小说《比暴风雨更猛烈》(1958)、《巨浪》(1964)、《胜利者》(1972)
政论文集《历史的审判》 (1950)
文集《友谊的旗帜》(1967)等。

## 荣誉
- 两次社会主义劳动英雄称号（1974,1977）
- 1980年列宁奖
- 十次列宁勋章（1950,1957,1965,1971,1973,1974,1976,1977,1980）
- 两次红星勋章（1942,1946）
- 劳动红旗勋章（1951）
- 十月革命勋章（1982）
- 荣誉勋章（1944）
- 纪念列宁诞辰一百周年奖章
- 1941－1945年伟大卫国战争战胜德国奖章
- 1941-1945年伟大卫国战争胜利二十周年奖章
- 1941-1945年伟大卫国战争胜利三十周年奖章
- 1941-1945年伟大卫国战争中忘我劳动奖章
- 苏联武装力量五十周年奖章
- 苏联武装力量六十周年奖章
- 退休劳动者奖章[5]